# Maria de Württemberg
Ducesa Maria de Württemberg (Antoinette Friederike Auguste Marie Anna Herzogin von Württemberg; 17 septembrie 1799 – 24 septembrie 1860) a fost fiica Ducelui Alexandru de Württemberg și a Prințesei Antoinette de Saxa-Coburg-Saalfeld. Ea a fost Ducesă de Saxa-Coburg și Gotha din 1832 până în 1844 ca a doua soție a Ducelui Ernest I. Astfel, ea a fost mama vitregă a Prințului Albert, soțul reginei Victoria.

## Primii ani
Maria s-a născut la 17 septembrie 1799, ca primul copil al Ducelui Alexandru de Württemberg și a soției acestuia, Prințesa Antoinette de Saxa-Coburg-Saalfeld. Ea a avut trei frați mai mici: Paul care a murit la vârsta de 1 an, Ducele Alexandru și Ducele Ernest. Regatul Württemberg, așa cum era cunoscut din 1806 încoace, a fost o entitate proeminentă în Germania la același nivel cu Prusia, Bavaria, Saxonia și, cu conexiuni cu familiile regale britanice și ruse.

## Căsătorie
La Coburg, la 23 decembrie 1832, Maria a devenit cea de-a doua soție a Ducelui Ernest I de Saxa-Coburg și Gotha în vârstă de 48 de ani. Ernest era dornic să-și găsească o nouă mireasă după decesul primei soții, Louise de Saxa-Gotha-Altenburg, de care era oricum separat din 1824. Inițial, el a căutat o soție cu statut înalt, însă a constatat că vârsta și proasta sa reputație îi limitau opțiunile. S-a oprit la Maria, care avea 33 de ani și era nepoata sa - relația unchi-nepoată începuse să fie descurajată la acea vreme în rândul familiilor regale europene, iar Maria era fiica surorii lui Ernest, Prințesa Antoinette.
Ca rezultat al acestei uniuni, Maria a devenit mama vitregă a lui Ernest al II-lea și a Prințului Albert, viitorul soț al reginei Victoria a regatului Unit. Maria era, de asemenea, verișoara lor primară. Ea va menține o relație apropiată cu ambii fii vitregi până la moartea ei, și a devenit în 1841 nașa (in absentia) a primului fiu al Victoriei și a lui Albert, Albert Edward, Prinț de Wales (viitorul rege Eduard al VII-lea).